# バリオゾナー
バリオゾナー（Vario-Sonnar ）はカール・ツァイスの写真レンズで、広角、標準、望遠に関わらずズームレンズに用いられているブランドである。

## 概要
ライセンス生産レンズでも主力のブランドで、ソニーのビデオカメラハンディカムシリーズとデジタルスチルカメラサイバーショットシリーズの上位機種に多用されている。

## 製品一覧

### アリフレックス用

#### 16mm映画カメラ用
- バリオゾナー10-100mmF2.8 - アリフレックスS、アリフレックスST、アリフレックスMに装着し、使用する。アリスタンダードマウント。
- バリオゾナーT*10-100mmF2.8 - アリフレックスSRとセットで発売されたズームレンズで、後玉枠に"For Arriflrx 16 SR only"という刻印が入っている。アリバヨネットマウント。
- バリオゾナーT*10-100mmF1.8 - アリフレックスSRII以降の機種に対応する大口径ズームレンズ。PLマウント。

#### 35mm映画カメラ用
- バリオゾナーT*22-154mmF2.8 - PLマウント。

### コンタックスTVSデジタル（CONTAX TVS DIGITAL ）用

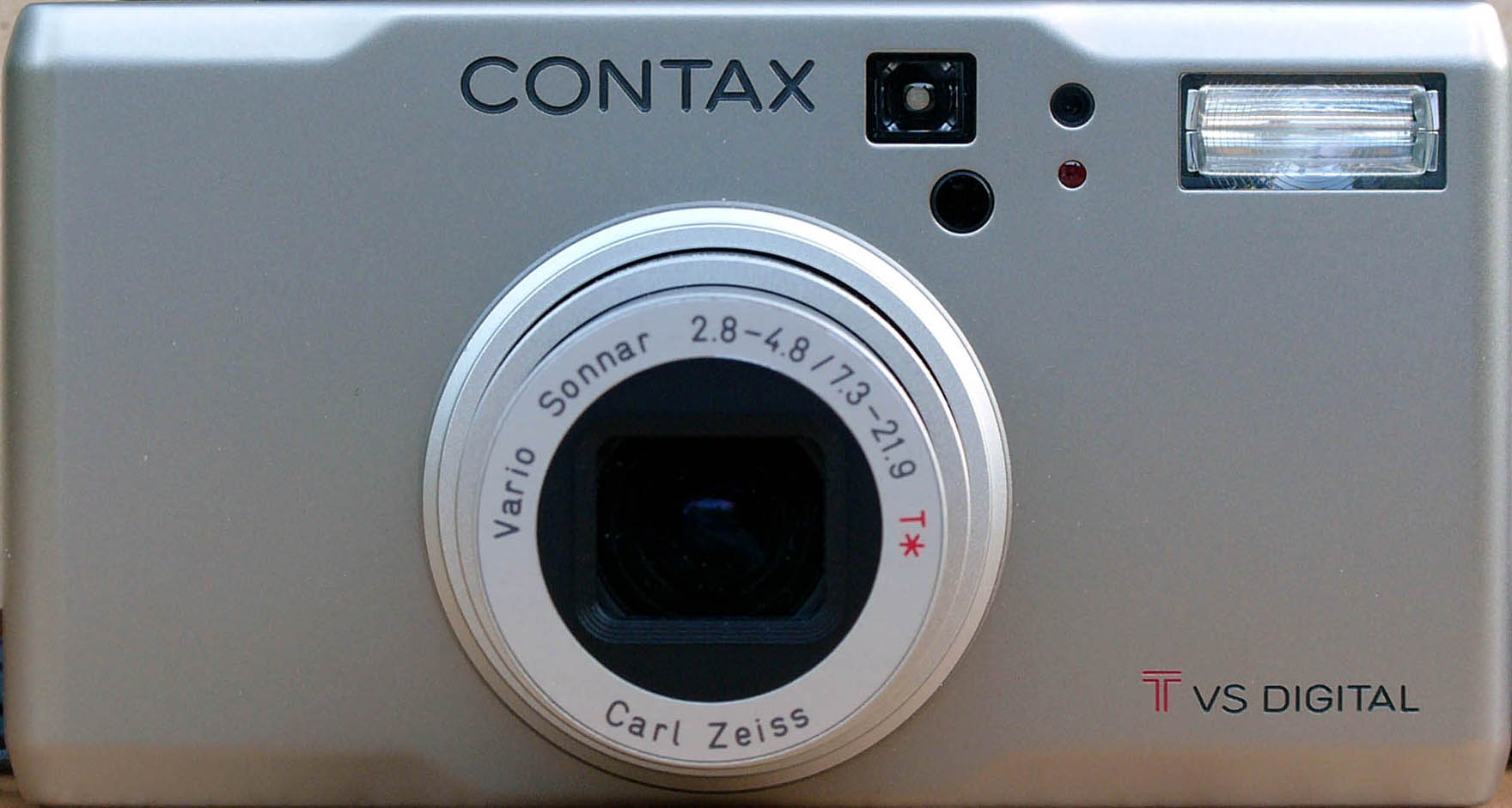
コンタックスTVSデジタル